# Caloptilia perisphena
Caloptilia perisphena är en fjärilsart som först beskrevs av Edward Meyrick 1905.  Caloptilia perisphena ingår i släktet Caloptilia och familjen styltmalar.
Artens utbredningsområde är Sri Lanka. Inga underarter finns listade i Catalogue of Life.